# Abház nyelv
Az abház nyelv (аҧсуа/apsua) az Északnyugat-Kaukázusban, Abháziában élő abházok nyelve. A nyelv három nyelvjárásra oszlik, melyek a bzib, a szamurzahan és az abzsu, közülük az utóbbi lett 1928-ban a hivatalos nyelv alapja. Legközelebbi rokona az abaza nyelv.
A nyelvet kb. 100 000-en beszélik, ahol írására egy módosított cirill írást használnak, néhány ezres közösség beszéli még Törökországban, ahol a helyi latin írást használják.
A nyelv jellemzője, hogy rendkívül sok mássalhangzó-fonémát használ. Ragozó nyelv.
Az első, bizonyítottan abház nyelvű szövegek a 17. században íródtak az arab ábécé oszmán-török változatán Evlija Cselebi jóvoltából. Létezik olyan feltevés, hogy már a térségben fellelt ókori görög vázákon görög ábécével írt abház feliratok lennének, ám ezt az állítást a tudósok zöme nem fogadja el.
Az abház nyelv felsőfokú oktatását a Tbiliszi Állami Egyetemen kezdték el 1918-ban, ahol megindult a nyelv kodifikációja és tudományos tanulmányozása.